# Большая Талда
Большая Талда — село в Прокопьевском районе Кемеровской области. Является административным центром Большеталдинского сельского поселения. Образовано в 1707 году, во времена правления Петра 1.Большая Талда расположена на северо-востоке Прокопьевского района, на реке Талде (левый приток Уската). Ближайшими сельскими поселениями являются на западе село Митичкино (Октябрь), на юге — Малая Талда, на юго-западе деревня Тихоновка и село Терентьевское. С городом Прокопьевском Большая Талда связана шоссейной дорогой через село Терентьевское. От Большой Талды до Прокопьевска 33 километра. Налажено регулярное движение автобуса Прокопьевск — Большая Талда.
Первопоселенцы назвали деревню по имени реки Талдой. Но вскоре в пяти километрах южнее появилась еще одна деревня с таким названием. Для того, чтобы избежать путаницы верхние талдинцы назвали свою деревню несколько иначе — Большая Талда. В этом имени первая часть вовсе не означает «огромная, более многочисленная». Слово большая здесь имеет значение «старшая, более взрослая». Южные талдинцы переименовали свою деревню в Малую Талду. Первая часть названия имело значение «молодая, младшая».
Год основания села 1707 год.
В 1859 г. здесь уже было 23 хозяйства и проживало 123 жителя
(мужчин −71, женщин — 52). Вполне возможно, что излишек мужчин был за счет новых ссыльных, поляков после восстания 1830—1831 годов. В селе имеется православная часовня.
Через 40 лет, в 1899 году, насчитывается 40 хозяйств, в которых проживают 187 человек (мужчин — 92, женщин — 95).
В начале 20 века состоялся массовый приезд «россейских» — жителей европейской России. Лес на строительство рубили прямо на месте. Приехали курские, вятские, коми-зыряне: Дятловы, Гредасовы, Ледяевы, Юшковы, Распутины. Приезжим надо было чистить луга от леса для пашни. Появляются новые названия: Корпухина Грива, Гредасов Ключ, Кресты и т. д. И в 1917 году в Талде проживало более 500 человек. Гражданская война особо села не коснулась. В 1921 году здесь уже 116 дворов, а жителей 585.
В 20-е годы 20 века большеталдинцы жили единолично. Немало семей разбогатело. Но настоящих кулаков было только 2. Это братья Дубровские Яков и Антип. Братья Дубровские были прямыми потомками основателей Большой Талды. А вот братья Тузовские (Иван, Василий и Ананий) — тоже потомки переселенцев, оказались пролетариями, как и братья Щербаковы.
Главные занятия — земледелие и животноводство. Для скота теплых стаек не делали: с трех сторон была двойная изгородь из жердей, а между ними набивали соломы. Этим и объясняется преобладание в хозяйствах лошадей, коров, овец, гусей, но очень небольшое количество свиней и кур. Главные орудия труда в земледелии: соха, деревянная борона, цеп. Основные культуры — рожь, овес, пшеница. Сеяли лен, коноплю.
Деревня с рынком связана не была. В магазинах Прокопьевского рудника покупали соль, иногда сахар, спички, ситец. Продукты все свои, одежда своя. Изо льна ткали холст и шили из него и нательное белье, и верхнее белье, верхнюю одежду шабуры. Из выделанных шкур изготавливали обувь: черки, обутки.
во времена правления Петра 1.

## География
Центральная часть населённого пункта расположена на высоте 245 метров над уровнем моря.

## Население
По данным Всероссийской переписи населения 2010 года, в селе Большая Талда проживает 1239 человек (584 мужчины, 655 женщин).

## Экономика
- Разрез имени Николая Чинакала, Разрез имени В.И. Черемнова, Разрез Дорожный, Разрез Нарыкский, компания Талтэк, Кузбассшахтопроект